# Üveg (film)
Az Üveg (eredeti cím: Glass) 2019-ben bemutatott amerikai szuperhős-thriller, amelyet M. Night Shyamalan írt és rendezett. A film Shyamalan két korábbi munkájának; A sebezhetetlen (2000) és a Széttörve (2016), című alkotások folytatása, egyben az Eastrail 177 trilógiaként is ismert filmsorozat lezáró darabja. Bruce Willis, Samuel L. Jackson, Spencer Treat Clark és Charlayne Woodard a Sebezhetetlenben eljátszott szerepükben térnek vissza, míg James McAvoy és Anya Taylor-Joy  a második epizód visszatérő karaktereit keltik életre. A film története szerint David Dunn elmegyógyintézetbe kerül, ahol többek közt régi riválisát, Elijah Price-ot, azaz Mr. Üveget és a hasadt személyiségű Hordát, Kevin Wendell Crumbot kezelik. A különös hármas egy pszichiáterrel kerül szembe, akinek feltett szándéka, hogy meggyőzze őket, emberfeletti képességeik csupán a képzeletük szüleményei. Habár a közönség nyitott volt a 2000-ben bemutatott Sebezhetetlen folytatására, és a bevételi adatok is kedvezőek voltak, a Touchstone Pictures úgy döntött, nem készítik el a következő felvonást. Shyamalan ezt követően megírta a Széttörve forgatókönyvét, amelynek főszereplője eredetileg a Sebezhetetlen egyik karaktere volt, akit azonban a Shyamalan végül kiszerkesztett a történetből, mivel a figura elterelte volna a figyelmet a film fő történetszáláról. Az író-rendező felismerte a lehetőséget, hogy trilógiát hozzon létre, kibővítette a Széttörve befejezését, hogy az kapcsolódjon a Sebezhetetlen narratívájába. Mivel ehhez szüksége volt Willis karakterére, előzőleg megszerezte annak jogait a Walt Disney Stúdiótól, valamint megegyezett a stúdióval, miszerint a harmadik filmet az Universal Pictures-szel közösen készítik el. A Széttörve kritikai és pénzügyi sikerét követően, 2017 áprilisában Shyamalan bejelentette, hogy megkezdte az Üveg előkészületeit.
A Universal Pictures 2019. január 18-án mutatta be az Amerikai Egyesült Államokban, míg Magyarországon, egy nappal korábban, január 17-én szinkronosan került a mozikba, a Fórum Hungary, valamint  a filmet nemzetközi piacon a Buena Vista International alatt forgalmazó Walt Disney Studios Motion Pictures forgalmazásában.
A kritikusok részéről vegyes fogadtatásban részesült: egybehangzóan dicsérték a színészek teljesítményét (különösen McAvoy és Jackson játékát), valamint az akciójeleneteket, ugyanakkor a lezárást lehangolónak és kiábrándítónak ítélték. A Metacritic oldalán a 100-ból az Üveg 42%-os, a Rotten Tomatoes kritikaösszesítő oldalon pedig 36%-os a minősítést kapott 47, valamint 249 értékelés alapján. Bevételi szempontból a film a 20 millió dolláros költségvetéssel szemben eddig világszerte 246,9 millió dollárt keresett.

## Cselekmény
Három héttel azután, hogy a média hírt adott a disszociatív identitászavarban szenvedő, a sajtó által számos személyisége okán Hordaként elkeresztelt Kevin Wendell Crumb rémtetteiről, az emberfeletti erővel rendelkező David Dunn mostanra felnőtt fia, Joseph segítségével védelmezi a polgárokat a bűnözőktől, mint a titokzatos Oltalmazó. Miután megtudja fiától, hogy a Horda négy pompomlányt tart fogva egy téglagyárban, Dunn sétára indul a környéken, hogy kivételes képességével Crumb nyomára akadjon. Miután beleütközik a Horda személyiségeinek egyikébe, kilencéves "Hedvig"-be, hatodik érzékének köszönhetően David kideríti a lányok hollétét, és a helyszínre siet. A gyárba érve kiszabadítja a megláncolt foglyokat, azonban szembekerül Kevin huszonnegyedik, hozzá hasonlóan emberfeletti képességekkel bíró, a "Szörny" névre hallgató személyiségével. A küzdelem során mindketten kizuhannak az épület ablakán. Ezt követően a hatóság mind Davidet, mind Kevint letartóztatják, és egy elmegyógyintézetbe viszik, ugyanabba az intézménybe, ahol Dunn esküdt ellenségét, a magára törékeny csontozata miatt "Mr. Üveg"-ként hivatkozó Elijah Price-ot is kezelik. Itt az önmagukat szuperhősnek képzelő téveszmés betegekre szakosodott Dr. Ellie Staple (Sarah Paulson) fogadja őket, aki tudatja velük, hogy három napot kapott arra, hogy meggyőzze a Davidet, Elijah-t és Kevint arról, hogy valójában csak elhitetik magukkal, hogy különleges képességeket birtokolnak - valójában teljesen átlagos emberek. A kezelések közt a három férfit személyükre tervezett cellákba zárják: Dr. Staple tudja, hogy David gyengesége a víz, valamint olyan szerkezettel is rendelkezik, amelynek erős fényhatásai arra kényszerítik Kevint, hogy felcserélje személyazonosságait, ezzel kordában tartva a Hordát.
Joseph, Mrs. Price (Elijah anyja) és a  Horda által korábban fogva tartott, ám a Szörny által szabadon engedett lány, Casey Cooke egyenként ellátogatnak az intézetbe, hogy meggyőzzék Staple-t az ápoltak épelméjűségéről, de kudarcot vallanak. A doktornő eléri, hogy David és Kevin megkérdőjelezzék emberfeletti mivoltukat: Dunn hatodik érzékét képzett bűvészek tehetségének, Kevin kivételes falmászó képességét és látszólagos sebezhetetlenségét pedig sziklamászók technikájának, valamint az ellene használt puska hibás lőszerének tulajdonítja.
Ezt látva Elijah elérkezettnek látja az időt a cselekvésre, ezért bejut a Horda cellájába, hogy segítsen nekik felébreszteni a Szörnyet. Az intézmény személyzete azonban felfedezi, és műtétnek veti alá. Price azonban előzőleg meghiúsította a beavatkozást, mivel szándékosan szervezte úgy az eseményeket, hogy Dr. Staple tudja, hogy Kevin cellájában járt. Price végez a személyzet egy tagjával, majd visszatér a Hordához, megerősíti a Szörnybe vetett hitüket és felébreszti a huszonnegyedik személyiséget. Ezt követően arra kötelezi a magában kételkedő Davidet, hogy törjön ki a cellájából, miután kiiktatta a szökési kísérlet esetén a celláját vízzel feltöltő szerkezetet. Tudatja vele tervét, miszerint a Szörnnyel együtt a Philadelphia városának új felhőkarcolójának felavatására rendezett ünnepségre kíván menni, és fel akarja robbantani az épületet, hogy tudassa világgal a szuperhősök létezését. David csak úgy állíthatja meg őket, ha áttöri cellájának acélajtaját, ami azonban csak akkor sikerülhet, ha a férfi elfogadja emberfeletti voltát. Miután Dunn sikeresen kijut a helységből, majd az intézmény előtti udvaron, az elmegyógyintézetbe érkező Joseph, Mrs. Price és Casey előtt ismét összecsap a Szörnnyel, valamint a helyszínre vezényelt rohamrendőrökkel. A küzdelem kiegyenlítettnek bizonyul, míg Elijah felfedi a Szörny előtt David gyengeségét, és arra biztatja, hogy lökje őt az épület melletti víztartályba. Ekkor azonban Joseph közbelép, és elmondja a Szörnynek Mr. Üveg titkát: Kevin apja ugyanabban a vonatszerencsétlenségben vesztette életét, amelyet Elijah szervezett meg annak érdekében, hogy az egyedüli túlélőként ráleljen Davidre, a sebezhetetlen szuperhősre. Apja halála után Kevin magára maradt az őt bántalmazó anyjával, és ez a trauma vezetett a későbbi személyiséghasadáshoz, majd a Szörny megszületéséhez. Mikor Mr. Üveg rámutat, hogy a szerencsétlenség nélkül az emberfeletti Szörny sosem jöhetett volna létre, a huszonnegyedik személyiség köszönetet mond teremtőjének, ám kijelenti, hogy ezek után képtelen megbízni benne. Végzetes csapást mér Elijahra, majd a vízzel teli tartályba taszítja Davidet. Dunn kijut a tartályból, ám nagyon legyengül a víz hatására. A Szörny elhatározza, hogy az új felhőkarcoló átadásán, a világ szeme láttára fog végezni vele, azonban Casey megragadja a karját, és Kevin valódi nevének háromszori kimondásával felébreszti annak valódi személyazonosságát. Dr. Staple emberei, akik csuklójukon lóherét mintázó tetoválást viselnek, azonban meglövik az így sebezhető férfit, aki halálosan megsérül, és elvérzik a lány karjaiban. Ugyanezek a fegyveresek, egy vízzel teli kátyúhoz vonszolják a még mindig gyenge Davidet és a vízbefojtják. Haláltusája közben azonban Dunn még megérinti Dr. Staple karját, így hatodik érzéke segítségével megtudja, hogy a nő egy titokzatos szervezet tagja, akik, mint ahogyan azt Staple elismeri, azon munkálkodnak, hogy közömbösítsék a szuperhősöket és szupergonosztevőket, mivel az emberiség nem méltó egy efféle hatalom birtoklására, és nem szabadna, hogy istenek járjanak a Földön. Elijah belehal sérüléseibe, azonban még elmondja anyjának, hogy a történtek valójában egy "eredettörténet" megalkotását szolgálták.
Mivel David, Elijah és Kevin is meghalt, Staple törli a biztonsági kamerák felvételeit, ezzel sikeresnek könyveli el küldetését. Az események után azonban szöget üt a fejében két képregényrajongó beszélgetése, miszerint a szupergonosztevők azon típusa, a lángelme - amellyel Elijah azonosult -, mindig az orránál fogva vezeti ellenfeleit. Staple ezután felfedezi, hogy Elijah sosem akarta elhagyni az elmegyógyintézetet: Dunn és Kevin küzdelme arra szolgált, hogy a biztonsági kamerák rögzítsék a két férfi szuperképességeit. Az események viharában Mr. Üveg a személyzet és Staple tudta nélkül másolatot készített a felvételekről, majd szétküldte azokat anyja, Joseph és Casey számára, akik a világhálóra továbbították őket. Staple kétségbeesetten veszi tudomásul vereségét.
Philadelphia egyik vasútállomásán Mrs. Price, Joseph és Casey boldogan figyelik, amint az emberek ráébrednek a szuperhősök létezésére. Mrs. Price kinyilatkoztatja egy "univerzum", azaz számos szuperhőst és szupergonosztevőt magába foglaló képregényvilág születését.

## Szereplők
| Szerep                        | Színész             | Magyar hang     | Leírás |
| ----------------------------- | ------------------- | --------------- | --- |
| Kevin Wendell Crumb / A Horda | James McAvoy        | Hevér Gábor     | a Philadelphiai Állatkert egykori alkalmazottja, egy disszociatív identitászavarban szenvedő fiatalember, akinek betegsége mellett különleges képessége, hogy testének biokémiája mind a 23 személyiségéhez idomul. A 24., a "Szörny" névre hallgató személyiség tulajdonképpen sebezhetetlen.                                                                 |
| David Dunn / Az Oltalmazó     | Bruce Willis        | Dörner György   | egy biztonsági őr, aki emberfeletti erővel, kivételes állóképességgel és voltaképp sebezhetetlenséggel rendelkezik, valamint hatodik érzékkel, amely segítségével látomásai lesznek azoknak bűntetteiről, akiket megérint. Jelenleg az Oltalmazó néven védelmezi Philadelphia polgárait. Dunn egyetlen gyenge pontja a víz, ami életveszélyesen legyengítheti. |
| Elijah Price / Mr. Üveg       | Samuel L. Jackson   | Kálid Artúr     | egy osteogenezis imperfecta, köznapi nevén üvegcsont-betegségben szenvedő, azonban kimagasló intelligenciával rendelkező, elmélkedő természetű képregénygyűjtő és tömeggyilkos, akit elmegyógyintézetben kezelnek, miután David Dunn átadta a hatóságoknak. |
| Casey Cooke                   | Anya Taylor-Joy     | Csuha Borbála   | egy fiatal, élete során többször bántalmazott lány, akit Kevin egyik személyisége elrabolt, hogy feláldozza a Szörnynek, azonban túlélte az eseményeket. |
| Dr. Ellie Staple              | Sarah Paulson       | Zsigmond Tamara | a nagyzásos téveszmék kezelésére szakosodott pszichiáter, aki olyan betegekre specializálódott, akik szuperhősnek képzelik magukat. Valójában egy titokzatos szervezet tagja, amelynek célja, hogy titokban tartsa az valódi szuperhősök létezését. |
| Joseph Dunn                   | Spencer Treat Clark | Czető Roland    | David fia, aki már gyermekkorától kezdve hitt apja képességeiben, és valódi szuperhősként tekint rá. |
| Mrs. Price                    | Charlayne Woodard   | Felföldi Anikó  | Ellijah anyja, aki sokáig viselte fia gondját, és arra tanította, hogy bárki bármit mondjon, ő kivételes személy. |
| Jai                           | M. Night Shyamalan  | Sánta László    | a Széttörve című filmben megismert Dr. Fletcher otthonának helyt adó épületben dolgozó biztonsági őr, akit a rendező, M. Night Shyamalan alakít, és aki nagy valószínűséggel ugyanaz a karakter, aki David Dunn látomása alapján kábítószert árusít a Sebezhetetlenben.                                                                                        |

## A film készítése
A film forgatása 2017. október 2-án kezdődött Philadelphiában, az egy hétig tartó próbák után. Shyamalan 39 napos forgatást tervezett ebben az időszakban. 2017. október 31-én bejelentették, hogy Shyamalan az Allentown-i Állami Kórházban forgatja a filmet, és néhány hétig ott készülnek a felvételek. December 12-én Shyamalan közölte, hogy 2018 januárjában 4 jelenetet terveznek leforgatni, és emiatt sokat kell utaznia. 2018. február 16-án a Bryn Mawr kollégiumban, annak atlétikai központjában forgattak. 2018. július 12-én megjelentek a produkció első hivatalos fotói, köztük Samuel L. Jackson, Sarah Paulson és James McAvoy felvételei.

## Kritikai visszhang
A filmről a kritikákban úgy vélekedtek, hogy nézhető, de A sebezhetetlen és a Széttörve folytatásaként csalódást kelthet: míg azok a filmek egy új, érdekes és kerek történetet alkottak Shyamalan titokzatosságával, amiknek két külön, 16 év különbséggel készült cselekményét utólag kényszerítették egy idővonalra, addig az Üveg cselekménye kevés titokkal mesterkéltnek és erőltetettnek hat, unalmas és logikátlan epizódokkal. Különösen 2018-ban, ahol már sorozatban készültek a képregényes szuperhősökről szóló filmek, így a történet, ami hajlamos a szuperhősöket valamilyen misztikus újdonságként bemutatni (szemben a 2000-ben bemutatott A sebezhetetlennel, amikor ez még működött) ekkorra már elavult. A színészi teljesítményekkel sem voltak elégedettek, a dialógusokat sokszor semmitmondónak nevezték. Összességében alulmúlta a várakozásokat, amiket a korábbi filmek alapján reméltek tőle.